# Ельниковский сельсовет
Ельниковский сельсовет - сельское поселение в Иланском районе Красноярского края.
Административный центр - посёлок Ельники.

## Население
| 2010 | 2012  | 2013  | 2014  | 2015  | 2016  | 2017  |
| ---- | ----- | ----- | ----- | ----- | ----- | ----- |
| 1417 | ↘1410 | ↘1394 | ↘1344 | ↘1300 | ↘1274 | ↘1260 |

## Состав сельского поселения
В состав сельского поселения входят 4 населённых пункта:
| № | Населённый пункт | Тип населённого пункта          | Население |
| - | ---------------- | ------------------------------- | --------- |
| 1 | Ельники          | посёлок, административный центр | 434       |
| 2 | Росляки          | посёлок                         | ↗197      |
| 3 | Тумиха           | посёлок                         | 4         |
| 4 | Хайрюзовка       | посёлок                         | 782       |

## Местное самоуправление
Ельниковский сельский Совет депутатов
Дата избрания: 02.03.2014. Срок полномочий: 5 лет. Количество депутатов: 10
Глава муниципального образования
- Зайцева Татьяна Алексеевна. Дата избрания: 02.03.2014. Срок полномочий: 5 лет